# Diplostephium oxapampanum
Diplostephium oxapampanum là một loài thực vật có hoa trong họ Cúc. Loài này được Cuatrec. mô tả khoa học đầu tiên năm 1993.